# Coupe de France 2013/14

CdF-Wettbewerbslogo
seit der Saison 2007/08

Der Wettbewerb um die Coupe de France in der Saison 2013/14 war die 97. Ausspielung des französischen Fußballpokals für Männermannschaften. Titelverteidiger waren die Girondins Bordeaux, die diesmal allerdings bereits im Sechzehntelfinale gegen einen Fünftligisten ausschieden. Das Endspiel stellte sich als Neuauflage der innerbretonischen Paarung von 2008/09 heraus: erneut unterlag Stade Rennes (bei seiner insgesamt fünften Finalteilnahme) En Avant Guingamp, das in seinem erst dritten Endspiel den Pokal zum zweiten Mal errang.
Während die Dritt- und die Zweitligavereine ebenso wie die Pokalsieger aus sieben der französischen überseeischen Gebiete bereits in den von den regionalen Untergliederungen des Landesverbands Fédération Française de Football (FFF) organisierten Qualifikationsrunden in den Wettbewerb eingreifen müssen – die Drittligisten in der 5., die beiden letztgenannten Gruppen in der 7. Runde –, beginnt für die Erstligisten – und gegebenenfalls einen unterklassigen Titelverteidiger – der Wettbewerb erst mit dem Zweiunddreißigstelfinale (Beginn des Hauptwettbewerbs). Nur in dieser Runde wurden die dafür qualifizierten 64 Vereine landesweit in vier regionale Lostöpfe à 16 Mannschaften aufgeteilt, worin jeweils annähernd gleich viele Teams gleicher Ligazugehörigkeit vertreten waren. Ab dem Sechzehntelfinale fällt auch diese Vorsortierung weg und der Wettbewerb wird ausschließlich nach dem klassischen Pokalmodus ausgetragen: Spielpaarungen werden ohne Setzlisten aus sämtlichen noch im Wettbewerb befindlichen Klubs ausgelost und jeweils lediglich ein Spiel ausgetragen, an dessen Ende ein Sieger feststehen muss (und sei es durch Verlängerung und Elfmeterschießen), der sich dann für die nächste Runde qualifiziert, während der Verlierer ausscheidet. Auch das Heimrecht wird für jede Begegnung durch das Los ermittelt, allerdings mit der Einschränkung, dass Klubs, die gegen eine mindestens zwei Ligastufen höher spielende Elf anzutreten haben, automatisch Heimrecht bekommen.
Die unterklassigen Vereine kämpfen zudem wiederum um den mit Geldpreisen verbundenen Titel als erfolgreichster Außenseiter. Dieser derzeit hauptsächlich von PMU gesponserte Nebenwettbewerb trägt die offizielle Bezeichnung Classement des Petits Poucets (auf Deutsch: „Däumlingswertung“). Als einzige Mannschaft aus Übersee überstand die US Sainte-Marienne aus Réunion die siebte Runde (2:0-Sieg gegen den Drittligisten Paris FC). Während insgesamt zehn Zweit- sowie 14 Drittligisten bereits vor dem Zweiunddreißigstelfinale ausgeschieden waren, gelang vier sechst- sowie mit FC Quimperlé und AS La Cayolle Marseille zwei siebtklassigen Klubs ebenso der Einzug in die Pokalhauptrunde wie dem Achtligisten Olympique Marcq-en-Barœul. Allerdings war es kein gutes Jahr für die „Däumlinge“: bereits im Zweiunddreißigstelfinale schieden sämtliche sechst- und tieferklassigen Mannschaften aus, und auch von den sieben Fünftligisten erreichten nur drei die nächste Runde.
Mit dem FC Sète und der AS Cannes meldeten sich immerhin zwei Vereine zurück, die den Wettbewerb in seiner Frühzeit sogar schon gewonnen haben – Sète 1930 und 1934, Cannes 1932 –, inzwischen allerdings seit längerem nur noch im Amateurbereich um Punkte spielen. Dafür erreichte zum zweiten Mal in Folge keine Mannschaft aus dem Elsass das Zweiunddreißigstelfinale, nachdem die „großen“ SR Colmar, Racing Strasbourg und FC Mulhouse bereits vor der 8. Runde die Segel hatten streichen müssen und die letzten drei Amateurteams (SC Schiltigheim, US Sarre-Union, SC Dinsheim) sich in dieser Runde ebenfalls nicht durchsetzen konnten.
Im Sechzehntelfinale kam es zum „Favoritensterben“ der Erstdivisionäre, von denen lediglich die Hälfte der noch beteiligten 14 Mannschaften das Achtelfinale erreichte – und nur zwei von ihnen (Marseille und Paris) waren einem Ligakonkurrenten unterlegen.

## Zweiunddreißigstelfinale
Spiele am 4./5., Nachholpartien am 8. bzw. 14. Januar 2014; L1, L2 bzw. D3 stehen für die Zugehörigkeit zur ersten bis dritten Liga, CFA bzw. CFA2 für die beiden landesweiten Amateurligen, DH („Division d’Honneur“) für die sechste, DSE und PH für die siebte bzw. achte Ligenstufe.
Ergebnisse: n. V. = nach Verlängerung, i. E. = im Elfmeterschießen
| - FC Nantes L1 – OGC Nizza L1 0:2 - OC Vannes D3 – AS Monaco L1 2:3 - AC Amiens CFA – OSC Lille L1 1:3 - AS Yzeure CFA – FC Lorient L1 1:0 - AF Rodez CFA – HSC Montpellier L1 0:2 - US Raon CFA – Girondins Bordeaux L1 1:2 - FC Bressuire DH – FC Sochaux L1 (a) 0:3 - FC La Suze DH – Olympique Lyon L1 (b) 1:6 - FC Quimperlé DSE – AC Ajaccio L1 1:2 - SAS Épinal CFA – Chamois Niort L2 1:4 - Jura Sud Football CFA – US Créteil L2 (d) 1:0 - CA Pontarlier CFA2 – SM Caen L2 1:3 - La Roche VF CFA2 – CA Bastia L2 0:3 n. V. - US Boulogne D3 – AS Beauvais CFA 3:1 - FC Sète CFA2 – USJA Carquefou D3 2:0 - AS Poissy CFA2 – US Concarneau CFA 0:1 | - Olympique Marseille L1 – Stade Reims L1 2:0 n. V. - SC Bastia L1 – FC Évian Thonon Gaillard L1 1:0 - Stade Rennes L1 – FC Valenciennes L1 1:1 n. V. (8:7 i. E.) - Stade Brest L2 – Paris Saint-Germain L1 (d) 2:5 - FC Bourg-Péronnas D3 – EA Guingamp L1 0:2 - SO Romorantin CFA – FC Toulouse L1 1:2 - AS Cannes CFA – AS Saint-Étienne L1 (d) 1:1 n. V. (4:3 i. E.) - Monts d’Or Azergues Chasselay CFA – FC Istres L2 1:1 n. V. (3:2 i. E.) - US Avranches MSM CFA – Racing Lens L2 1:3 - FC Chambly CFA – SCO Angers L2 1:1 n. V. (5:6 i. E.) - FC Aubagne CFA2 – FCO Dijon L2 3:3 n. V. (4:5 i. E.) - Olympique Marcq-en-Barœul PH – AJ Auxerre L2 2:6 - VF Les Herbiers CFA – Stade Plabennec CFA 0:1 - Renaissance Sportive Magny DH – AS Moulins CFA 1:6 - FC Saint-Amand-les-Eaux DH – Iris Club Croix CFA2 1:1 n. V. (2:4 i. E.) - AS Marseille La Cayolle DSE – FB Île-Rousse CFA2 (c) 0:2 |

## Sechzehntelfinale
Spiele am 21. bis 23. Januar 2014
| - Racing Lens L2 – SC Bastia L1 2:1 n. V. - SCO Angers L2 – FC Sochaux L1 1:0 - AC Ajaccio L1 – SM Caen L2 0:2 - US Boulogne D3 – Stade Rennes L1 0:2 - AS Moulins CFA – FC Toulouse L1 2:1 - Iris Club Croix CFA2 – OSC Lille L1 (e) 0:3 - AJ Auxerre L2 – FCO Dijon L2 3:2 n. V. - FC Sète CFA2 – Jura Sud Football CFA 2:0 | - Olympique Marseille L1 – OGC Nizza L1 4:5 - Paris Saint-Germain L1 – HSC Montpellier L1 1:2 - US Concarneau CFA – EA Guingamp L1 2:3 n. V. - Monts d’Or Azergues Chasselay CFA – AS Monaco L1 (f) 0:3 - AS Yzeure CFA – Olympique Lyon L1 (g) 1:3 - FB Île-Rousse CFA2 – Girondins Bordeaux L1 (h) 0:0 n. V. (4:3 i. E.) - CA Bastia L2 – Chamois Niort L2 2:2 n. V. (5:4 i. E.) - AS Cannes CFA – Stade Plabennec CFA 1:0 |

## Achtelfinale
Spiele am 11. bis 13. Februar 2014
| - OGC Nizza L1 – AS Monaco L1 0:1 n. V. - AJ Auxerre L2 – Stade Rennes L1 0:1 - SCO Angers L2 – CA Bastia L2 4:2 n. V. - AS Moulins CFA – FC Sète CFA2 3:1 | - Olympique Lyon L1 – Racing Lens L2 1:2 n. V. - OSC Lille L1 – SM Caen L2 3:3 n. V. (6:5 i. E.) - AS Cannes CFA – HSC Montpellier L1 1:0 n. V. - FB Île-Rousse CFA2 – EA Guingamp L1 (i) 0:2 |

## Viertelfinale
Spiele am 25. bis 27. März 2014
| - Stade Rennes L1 – OSC Lille L1 2:0 - AS Monaco L1 – Racing Lens L2 6:0 | - AS Cannes CFA – EA Guingamp L1 0:2 - AS Moulins CFA – SCO Angers L2 k 0:0 n. V. (2:4 i. E.) |

## Halbfinale
Spiele am 15./16. April 2014
| - Stade Rennes L1 – SCO Angers L2 3:2 | - EA Guingamp L1 – AS Monaco L1 3:1 n. V. |

## Finale
Spiel am 3. Mai 2014 im Stade de France von Saint-Denis vor 80.000 Zuschauern
- EA Guingamp – Stade Rennes 2:0 (1:0)

### Mannschaftsaufstellungen
EA Guingamp: Mamadou Samassa – Jonathan Martins Pereira, Christophe Kerbrat, Jérémy Sorbon, Dorian Lévêque – Lionel Mathis , Claudio Beauvue (Fatih Atik, 84.), Younousse Sankharé, Steven Langil (Thibault Giresse, 79.) – Christophe Mandanne (Mustapha Diallo, 69.), Mustapha Yatabaré
Trainer: Jocelyn Gourvennec
Stade Rennes: Benoît Costil – Romain Danzé , Jean-Armel Kana-Biyik, Sylvain Armand, Steven Moreira – Abdoulaye Doucouré, Anders Konradsen (Nélson Oliveira, 62.), Jean Makoun (Vincent Pajot, 68.), Kamil Grosicki (Paul-Georges Ntep, 52.) – Ola Toivonen, Romain Alessandrini
Trainer: Philippe Montanier
Schiedsrichter: Tony Chapron

### Tore
1:0 Martins Pereira (37.)

2:0 Yatabaré (46.)

### Besonderes
Anders als fünf Jahre zuvor durfte 2014 vor Spielbeginn außer der offiziellen französischen auch die bretonische Nationalhymne Bro gozh ma zadoù im ausverkauften Stade de France erklingen, vorgetragen von der Sängerin Nolwenn Leroy und von einem Großteil der Anhänger beider Klubs mitgesungen.
Von den insgesamt 29 Spielern beziehungsweise Trainern, die am 2009er-Finale dieser bretonischen Kontrahenten beteiligt waren, kamen diesmal lediglich noch zwei Akteure zum Einsatz, nämlich Mathis (Guingamp) und Danzé (Rennes), die beiden Mannschaftskapitäne ihrer Elf. Für Mathis war dies bereits der vierte Pokalsieg, nachdem er auch schon 2003 und 2005 – damals mit der AJ Auxerre – erfolgreich gewesen war.
Das Endspielresultat von 2:0 besaß für Guingamp und Rennes in dieser Saison 2013/14 eine besonders auffällige Bedeutung. Bereits in den beiden Ligue-1-Begegnungen zwischen diesen hatte Guingamp sich jeweils mit diesem Ergebnis durchgesetzt, und wie im Finale hieß auch dabei der Torschütze zum 2:0 jeweils Mustapha Yatabaré (mit insgesamt acht Treffern zudem erfolgreichster Torjäger der Pokalhauptrunde). Und auf dem Weg ins Endspiel hatte Guingamp drei, Rennes zwei Partien mit 2:0 gewonnen.